# If I Was Your Girlfriend
Singles de Prince
Sign o' the Times
(1987) U Got the Look
(1987)
If I Was Your Girlfriend est une chanson du musicien Prince issue de l'album Sign o' the Times. Le titre fut à l'origine né du projet Camille (1986), qui devait être publié sous couvert d'un alter ego appelé Camille, plutôt que par Prince. La chanson est interprétée d'un point de vue masculin à une femme, dans laquelle Prince explore les possibilités d'une plus intime relation s'il était l'amour platonique de la petite amie.
Le magazine Trouser Press nomma la chanson comme l'un des points forts de l'album, notant qu'il redéfinit une relation d'une manière étonnamment mature. Le single se classa dans les charts américains le 20 juin 1987 au Billboard Hot 100 à la 67e position et le 18 juillet 1987 au Hot R&B/Hip-Hop Songs à la 12e position. En Europe, If I Was Your Girlfriend atteignit la 20e position au Royaume-Uni, la 17e aux Pays-Bas, la 15e en Suisse et la 14e en Belgique. Dans le reste du monde, le single se classa en Nouvelle-Zélande à la 48e place.
Musicalement, la chanson est basée sur une basse dispersée et d'un échantillon de boîte à rythmes, ponctuée par une ligne de clavier qui évoque la tristesse. Les secondes préliminaires incluent un collage sonore qui comprend un orchestre qui se prépare, un vendeur et un sample de Wedding March de Felix Mendelssohn. Selon l'ingénieur du son Susan Rogers, une erreur technique rare de sa part conduit à une distorsion mais seulement sur certains mots. Dans le livre d'Alex Hahn, Possessed: The Rise and Fall of Prince, Rogers raconte avoir pensé que Prince allait lui arracher la tête pour l'erreur. Pourtant, après avoir entendu la lecture, Prince aima l'effet et se retrouva donc sur l'édition finale de l'album.

## Shockadelica
La Face-B du single est une autre chanson du projet Camille, intitulée Shockadelica. La piste fut écrite en réponse à un album du même nom par l'ancien membre du groupe The Time, Jesse Johnson. Prince entendit l'album de Jesse Johnson avant sa sortie et fit remarquer qu'un grand album devait avoir une grande chanson-titre . Johnson ne fut pas d'accord, Prince enregistra alors le titre et le joua sur une radio de Minneapolis avant la sortie de l'album de Johnson. De ce fait, le public percevrait que Johnson copiait l'idée de Prince, ce qui cause par la suite des tensions entre les deux hommes. Les paroles de Shockadelica furent inspirées par Troy Beyer (en).

## Liste des titres
| A. | If I Was Your Girlfriend | 3:46 |
| B. | Shockadelica             | 3:29 |

| A. | If I Was Your Girlfriend      | 4:47 |
| B. | Shockadelica (version longue) | 6:12 |